# 渡部武 (倫理学者)
渡部 武（わたなべ たけし、1923年 -2022年 ）は、日本の倫理学者。

## 略歴
東京生まれ。1947年東京帝国大学文学部倫理学科卒、同大学院修士課程修了。東京都立駒場高等学校教諭、東京都立戸山高等学校教諭、跡見学園女子大学助教授、教授。

## 著書
- 『中江藤樹』（清水書院、Century books 人と思想） 1974
- 『よくわかる共産主義 やさしく読めるマルクスから日共まで』（エール出版社） 1974
- 『よくわかる社会思想 なぜあなたに社会思想が必要か』（エール出版社） 1977
- 『社会思想に強くなる本 この一冊であなたの人生観が変わるかも』（エール出版社） 1978

### 共著
- 『基礎からよくわかる現代社会』改訂版（矢口忠共著、旺文社） 1989
- 『倫理・政経 1992』（秋元健一共著、旺文社、センター試験傾向と対策） 1991
- 『倫理 1997年受験用』（旺文社、センター試験傾向と対策） 1996

## 参考
- 『中江藤樹』著者紹介